# Gleb Galperin
Gleb Sergejevitj Galperin (ryska: Глеб Серге́евич Гальперин), född den 25 maj 1985 i Moskva, är en rysk simhoppare.
Han tog OS-brons i synkroniserade höga hopp i samband med de olympiska simhoppstävlingarna 2008 i Peking.